# Jakob Frese
Den här sidan handlar om den medeltida köpmannen, för den finländske poeten under 1600- och 1700-talet se Jacob Frese.
Jakob Frese, född i slutet av 1300-talet, död 1455 i Reval, var en medeltida handelsman.
Jakob Frese tillhörde en borgarsläkt i Åbo med tyskt ursprung, namnet Frese syftar på släktens ursprung i Frisland. Fadern hette Arnika Frese och Jakob Frese omtalas första gången 1419. 1431–1450 var han borgmästare i Åbo. Jakob Frese bedrev en omomfattande handel på Reval och Danzig, och var under sina sista år bosatt i Reval. Av hans testamente framgår att han var en av Nordens rikaste köpmän och hans förmögenhet uppgick till omkring 9.000 rigamark. Jakob Freses dotter i första äktenskapet blev gift med borgmästaren i Stockholm. Han ansåg att testamentet inte upptog all Jakob Freses egendom, och startade en arvstvist mot rådet i Reval kom kom att vara i 55 år. Parterna kom att försöka bland in såväl påven, tyske kejsaren, kungarna i Danmark och Sverige, riksföreståndaren Sten Sture den äldre som Tyska orden och hansan. Avstvisten höll en tid på att leda till handelspolitiska konflikter i östersjöområdet, och löstes först 1510.